# شگاون
شگاون (به انگلیسی: Shegaon) یک منطقهٔ مسکونی در هند است که در بخش بلدهانه واقع شده‌است. شگاون ۵۹٬۶۷۲ نفر جمعیت دارد و ۲۷۵ متر بالاتر از سطح دریا واقع شده‌است.